# Nakonides

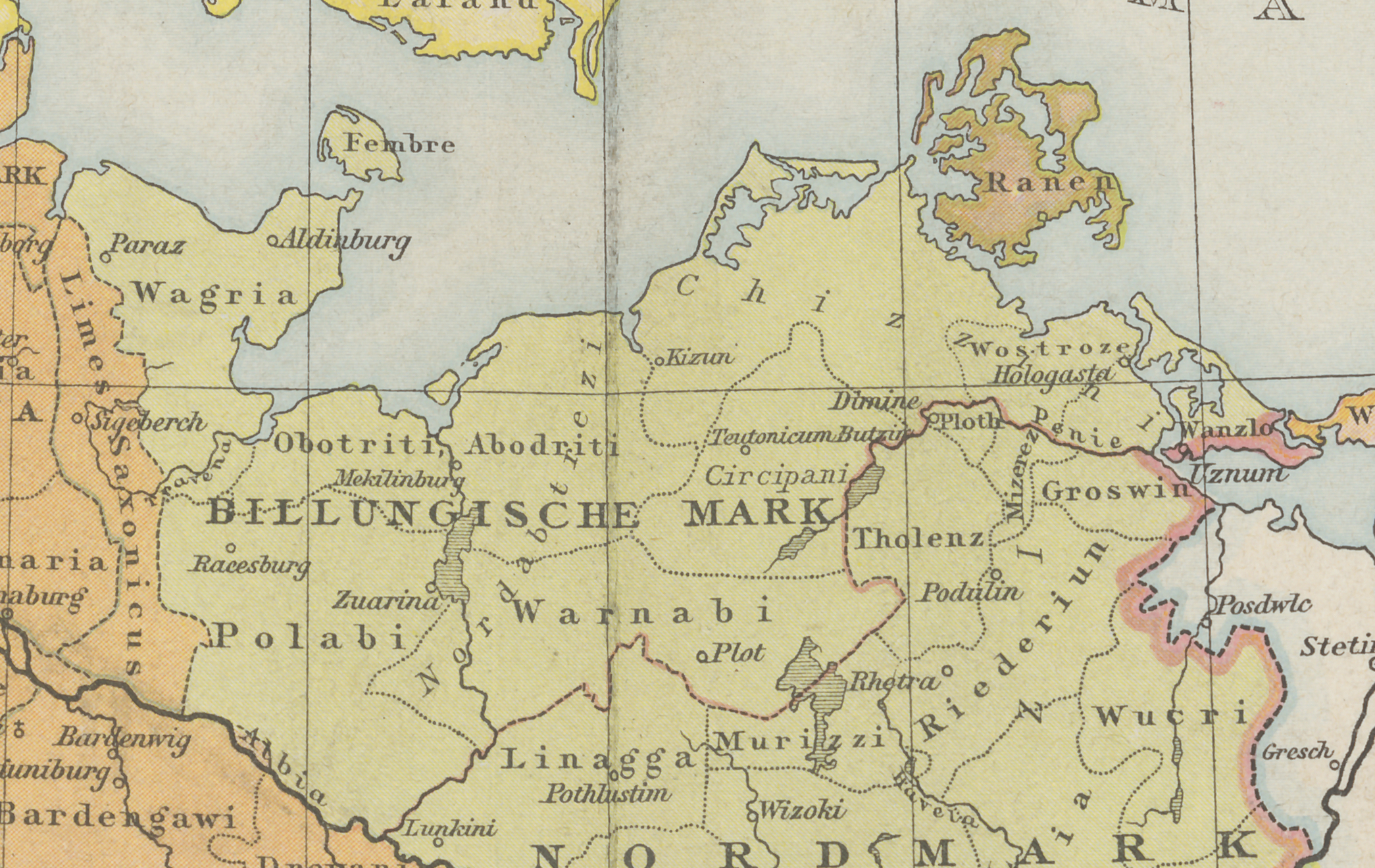
Saint Empire romain vers 1000, section des marques billungiennes.

Les Nakonides sont une dynastie qui a régné, entre le milieu du Xe siècle et le début du XIIe siècle, sur la confédération slave des Abodrites, installée au Haut Moyen Âge au sud-est du Holstein, dans la région de l'actuelle Lübeck. Elle tire son nom de son fondateur, Nakon.
Liste des princes de la dynastie des Nakonides.